# Джинджихашвілі Роман Якович
Роман Якович Джинджихашвілі (5 травня 1944, Тбілісі) – грузинський шахіст i шаховий тренер, у 1976–1980 роках представник Ізраїлю, а від 1981 року – Сполучених Штатів, гросмейстер від 1977 року.

## Шахова кар'єра
Перших успіхів досягнув у середині 1960-х років. 1965 року разом з Бухуті Гургенідзе посів 1-ше місце в Тіблісі. У 1971 i 1972 роках двічі виступив у фіналах чемпіонатів СРСР, кращий результат показав на другому з цих двох турнірів, який пройшов у ([Баку]], 14-те місце). Після еміграції з СРСР досягнув значних успіхів в особистому заліку, зокрема, в таких містах як: Нетанья (1977, посів 1-ше місце разом з Флорином Ґеорґіу, Натаном Бірнбоймом i Володимиром Ліберзоном), Женева (1977, 3-тє місце разом з Геннадієм Сосонко, позаду Бента Ларсена i Ульфа Андерссона), Гастінґс (1977/78, посів 1-ше місце перед Тиграном Петросяном), Тель-Авів (1978, чемпіонат Ізраїлю, посів 1-ше місце), Амстердам (1978, турнір IBM, 3-тє місце разом з Гельмутом Пфлегером i Властімілом Гортом, позаду Яна Тіммана i Золтана Ріблі), Тілбург (1978, 3-тє місце разом з Робертом Хюбнером i Ентоні Майлсом, позаду Лайоша Портіша i Яна Тіммана), Лоун Пайн (1980, посів 1-ше місце), Нью-Йорк (1984, посів 1-ше місце), а також Філадельфія (1992, посів 2-ге місце позаду Ільдара Ібрагімова).
Двічі (1983 – разом з Ларрі Крістіансеном i Волтером Брауном, а також 1989 – разом з Яссером Сейраваном i Стюартом Рейчелсом) святкував перемогу на чемпіонаті США. 1990 року взяв участь у міжзональному турнірі (відбірковому етапі чемпіонату світу у Манілі), посівши 26-те місце.
Тричі (1976, 1978, 1984) брав участь у шахових олімпіадах, 1984 року здобувши бронзову медаль в особистому заліку на першій шахівниці. Крім того, в 1989 році представляв Сполучені Штати na командному чемпіонаті світу. 1993 року зіграв себе самого у фільмі У пошуках Боббі Фішера. Від 2000 року не виступає на турнірах під егідою ФІДЕ.
Найвищий рейтинг у кар'єрі мав 1 січня 1979 року, досягнувши 2595 пунктів ділив тоді 13-тє місце в світовій класифікації ФІДЕ, водночас посідав 1-ше місце серед ізраїльських шахістів.

## Зміни рейтингу
| На цьому місці має відображатися графік чи діаграма, однак з технічних причин його відображення наразі вимкнено. Будь ласка, не видаляйте код, який викликає це повідомлення. Розробники вже працюють для того, щоби відновити штатне функціонування цього графіка або діаграми. | |
| | На цьому місці має відображатися графік чи діаграма, однак з технічних причин його відображення наразі вимкнено. Будь ласка, не видаляйте код, який викликає це повідомлення. Розробники вже працюють для того, щоби відновити штатне функціонування цього графіка або діаграми. |